# Brittany
Brittany ist ein weiblicher Vorname. Er kommt vom Englischen und ist benannt nach der Bretagne, einer Region im Nordwesten Frankreichs. Der Name wurde für bretonische Siedler verwendet, nachdem sie vor den Angelsachsen geflüchtet waren. Er wird daneben auch als Bezeichnung für die Hunderasse Epagneul Breton verwendet.
Der Name hat verschiedene Schreibweisen. Einige Varianten: Britany, Britteny, Britney, Brittney, Brittni, Brittnie, Britnie etc.

## Bekannte Namensträgerinnen
Brittany, Britteny
- Brittany Andrews (* 1973), US-amerikanische Pornodarstellerin
- Brittany Baxter (* 1985), kanadische Fußballspielerin und -trainerin
- Brittany Bock, US-amerikanische Fußballspielerin
- Brittany Bowe (* 1988), US-amerikanische Eisschnellläuferin
- Brittany Byrnes (* 1987), australische Schauspielerin
- Britteny Cox (* 1994), australische Freestyle-Skierin
- Brittany Curran, US-amerikanische Schauspielerin
- Brittany Daniel (* 1976), US-amerikanische Schauspielerin
- Brittany Haas (* 1987), US-amerikanische Fiddle- und Banjospielerin sowie Sängerin
- Brittany Hensel, zusammen mit Abigail durch ihre Medienauftritte bekannte siamesische Zwillinge
- Brittany Howard (* 1988), US-amerikanische Sängerin
- Brittany Murphy (1977–2009), US-amerikanische Schauspielerin
- Brittany O’Connell (* 1972), US-amerikanische Pornodarstellerin
- Brittany O’Grady (* 1996), US-amerikanische Schauspielerin und Sängerin
- Brittany Phelan (* 1991), kanadische Skirennläuferin
- Brittany Rhoads (* 1989), US-amerikanische Skispringerin
- Brittany Robertson (* 1990), US-amerikanische Schauspielerin
- Brittany Schussler (* 1985), kanadische Eisschnellläuferin
- Brittany Snow (* 1986), US-amerikanische Film- und Fernsehschauspielerin
- Brittany Timko (* 1985), kanadische Fußballspielerin
- Brittany Underwood, US-amerikanische Fernsehschauspielerin
- Brittany Viola (* 1987), US-amerikanische Wasserspringerin
- Brittany Wilson (* 1989), US-amerikanische Basketballspielerin

Britney, Brittney
- Brittney Arndt (* 1998), US-amerikanische Rennrodlerin
- Brittney Brimmage (* 1990), US-amerikanische Volleyballspielerin
- Brittney Griner (* 1990), US-amerikanische Basketballspielerin
- Brittney Lee Harvey (* 1990), US-amerikanische Schauspielerin
- Brittney Page (* 1984), kanadische Volleyballspielerin
- Brittney Reese (* 1986), US-amerikanische Weitspringerin
- Brittney Skye (* 1977), US-amerikanische Pornodarstellerin
- Britney Spears (* 1981), US-amerikanische Popsängerin
- Britney Stevens (* 1985), US-amerikanische Pornodarstellerin
- Brittney Tam (* 1997), kanadische Badmintonspielerin